# Liste der Naturdenkmale in Langenbach (Pfalz)
Die Liste der Naturdenkmale in Langenbach nennt die im Gemeindegebiet von Langenbach ausgewiesenen Naturdenkmale (Stand 27. April 2024).

## Naturdenkmale
| Nr.         | Bezeichnung                 | Lage                                        | Beschreibung                               | Bild                                    |
| ----------- | --------------------------- | ------------------------------------------- | ------------------------------------------ | --------------------------------------- |
| ND-7336-387 | Restbestand einer Baumallee | südwestlich des Ortes Lage                  | mindestens 14 Bäume, u. a. Fagus sylvatica | mehr Fotos \| Fotos hochladen           |
| ND-7336-403 | Eiche                       | südlich des Ortes; Flur Hochbuschhecke Lage | Quercus sp.                                | Direkt Bild zu diesem Denkmal hochladen |